# 守屋寿コレクション
守屋寿コレクション（もりやひさしコレクション）とは、古地図収集家守屋寿が収集した、16世紀 - 19世紀の国内外の古地図を核とする歴史資料と関連図書からなるコレクションである。古地図の個人コレクションとしては国内最大規模とされる。

## 概要
コレクションは、西洋製の古地図、日本製の古地図、近世日本の対外交渉史関係資料、守屋寿の出身である広島県福山市にゆかりのある資料などのテーマに分類できる。コレクションの点数は、歴史資料1,022点、図書資料204点で、総点数は1,226点である。このうち核となる古地図資料は428点（西洋など外国製古地図：152点、日本製古地図：276点）で、個人コレクターが所有する古地図のコレクションとしては、国内最大の規模であるとともに、国内外の古地図資料がともに充実していることは、本コレクションの大きな特色といえる。
コレクションは、2014年（平成26年）に848点が寄託された後、2016年（平成28年）、2018年（平成30年）に追加資料が広島県立歴史博物館（ふくやま草戸千軒ミュージアム）に寄託されるなどし、蒐集活動が終了した2020年（令和2年）までに、計1350点全ての所有権が博物館に移転され、古地図の個人コレクションとしては質・量ともに国内最大規模とされた。現在、全点が同館で保管されている。
なお、2017年3月から本コレクションの一部がデータベース化され、広島県立歴史博物館のWEBサイト「デジタル・ミュージアム」のページで閲覧できる。

### 西洋製の古地図
世界地図については、西洋世界にアメリカ大陸の情報が入る前の「プトレマイオス世界図」から、19世紀にキャプテン・クックがもたらしたオーストラリア・ニュージーランドなどの情報を盛り込んだ世界地図まで、西洋での世界図の変遷をたどることができる。同じく日本及びその周辺の地図についても、マルコ・ポーロの記述に沿うように「ジパング」が描かれた地図から、シーボルトによって間宮海峡が描かれた地図まで、地図が進歩する変遷をたどることができるコレクションである。

### 日本製の古地図
世界地図については、日本初の刊行図である「万国総図」から、江戸時代後期 - 末期にかけて幕府が制作した世界地図まで、日本人が作った世界地図をほとんど網羅している。また、仏教の世界観に立脚した世界図も収集されている。
日本図については、いわゆる「行基図」から、幕末 - 明治初年にかけて刊行された伊能図まで、江戸時代を通じて地図の変遷をたどることができる。とりわけ、幕府が制作した日本図については、徳川吉宗が制作を命じた「享保日本図」の測量原図と考えられる資料や、島原の乱後に幕府が制作した日本図（「寛永Ｂ日本図」）の写しなど、希少な資料を含む点が特筆される。そのほか、「城下絵図」や、幕府が諸藩に制作を命じた「国絵図」も中国地方を中心に収められている。

### 対外交渉史関係資料
西洋との関係では、江戸時代に来日した人物（ケンペル、シーボルト、ペリー、プチャーチンなど）に関わる書籍（原著）及び絵画資料、西洋で紹介された日本の姿を示す絵画資料、蘭学関係や漂流民に関する資料がある。アジア諸国との関係では、琉球使節や朝鮮通信使に関する資料も収めている。

### 福山市関連資料
瀬戸内海の港町「鞆の浦」に関係する絵画資料や古文書類、福山城下絵図、江戸時代後期の福山藩に関連する資料などがある。

## 主な資料

### 西洋製の古地図[1][7][8]
- 「プトレマイオス世界図」（1492年）
- 「オルテリウス世界図」（1570年）
- 「オルテリウス／テイセラ日本図」（1595年）
- 「ダッドレー日本図」（1646年頃）
- 「壁掛け世界図」（1853年）

### 日本製の古地図[1][7][8]
- 「日本扶桑国之図」（室町時代）
- 「万国総図」・「世界人物図」（正保2年／1645年）
- 司馬江漢「地球図」（寛政4年／1792年）
- 石塚崔高「円球万国地海全図」（享和2年／1802年）
- 高橋景保「新訂万国全図」（文化7年／1810年）
- 「行基図屏風」（17世紀頃）
- 「日本図」（「寛永Ｂ日本図」の写図，17世紀）
- 「松浦静山旧蔵 日本図」（享保日本図の測量原図）（享保12年／1727年頃）
- 伊能図（文化元年東日本小図）（文化４年／1807年写し）
- 高橋景保「日本辺界略図」（文化6年／1809年）

### 対外交渉史関係資料[1][7][8]
- ケンペル『日本誌（英語版）』（1728年）
- シーボルト『日本（オランダ語・初版）』（1833年）
- ペリー『ペリー艦隊遠征記（初版）』（1856年）
- 林子平『三国通覧図説』（天明5年／1785年）
- 「レザノフ屏風」（文化元年／1804年）
- 「露西亜船建造図巻」（安政2年頃／1859年）
- 大槻玄沢『環海異聞』（写本、原著：文化4年／1807年）

### 福山市関連資料[1][7]
- 「備後国図」（江戸時代）
- 「備後分国図」（17世紀後半頃）
- 「備後福山城之図」（17世紀半ば頃）
- 「備後国福山御城並城下之図」（17世紀末頃か）
- 「荻野重富宛水野勝成判物書状」（17世紀前半）

## コレクションの展示会

### 広島県立歴史博物館[7][8]
- 企画展「未知なる世界への憧れと挑戦」（会期2014年4月）。受託記念のコレクション展で、コレクションの概要を公開した
- 企画展「守屋寿コレクションが迫る近世日本の新たなる異文化交流」（会期2016年10月14日から11月27日まで）。同年の追加寄託資料を中心に構成。
- 企画展「初公開！世界を驚かせた日本人の地図づくり-行基図から伊能図まで-」（会期2018年7月19日から9月24日まで）

### 広島県立歴史民俗資料館
- 特別企画展「守屋寿コレクションの精華-国内最大級の古地図コレクション-」（会期2019年10月4日から11月24日まで）

### 頼山陽史跡資料館（広島県立歴史博物館分館）
- 日本遺産登録記念特別企画「守屋壽コレクションにみる“鞆の浦”」（会期2018年9月6日から10月14日まで）